# Sinagoga Maisel
La sinagoga Maisel es un edificio religioso judaísta construido en el siglo xvi y localizado en la ciudad de Praga, República Checa.

## Características
La sinagoga Maisel fue proyectada por Josef Wahl y Juda Goldsmied de Herz y construida entre 1590 y 1592 con la financiación del entonces alcalde de Josefov, Mordecai Maisel, quien además financió la extensa reconstrucción del gueto en estilo renacentista.
El edificio original sufrió un incendio en 1689 y se restauró en estilo barroco. Finalmente, fue renovada en estilo neogótico según el proyecto del profesor A. Grotte entre 1893 y 1905.
Todo lo que quedó de la antigua disposición renacentista fueron las tres naves de la sala central con la galería para las mujeres en el piso superior.
Actualmente, la sinagoga Maisel se utiliza como sala de exposición y depósito del Museo judío de Praga.

## Galería de imágenes
| Una de las entradas |
| Una de las entradas |

| Vista lateral |
| Vista lateral |

| Vista frontal |
| Vista frontal |

| Entrada |
| Entrada |

| Detalle exterior |
| Detalle exterior |

| Detalle interior |
| Detalle interior |